# Kirsten Rolffes
Kirsten Rolffes, född Kirsten Bæhr Rolffes den 20 september 1928 i Köpenhamn, död 10 april 2000 i Köpenhamn, var en dansk skådespelare. Rolffes är bland annat känd från TV-serierna Matador och Riket.
Rolffes var gift med Carl Viggo Rolffes Becker. Hon avled i cancer år 2000 och är begravd på Garnisons Kirkegård i Köpenhamn.

## Filmografi i urval
- 1951 – Flyg med i det blå
- 1953 – Vi som går köksvägen
- 1968 – I den gröna skog
- 1980 – Matador (TV-serie)
- 1981 – Gummi Tarzan
- 1982–1983 – Een stor familie (TV-serie)
- 1983 – Otto är en noshörning
- 1991 – Den stora badardagen
- 1991–1995 – Landsbyen (TV-serie)
- 1993 – Hugo – djungeldjuret (röst)
- 1994 – Riket (TV-serie)
- 1997 – Riket II (TV-serie)